# Breme

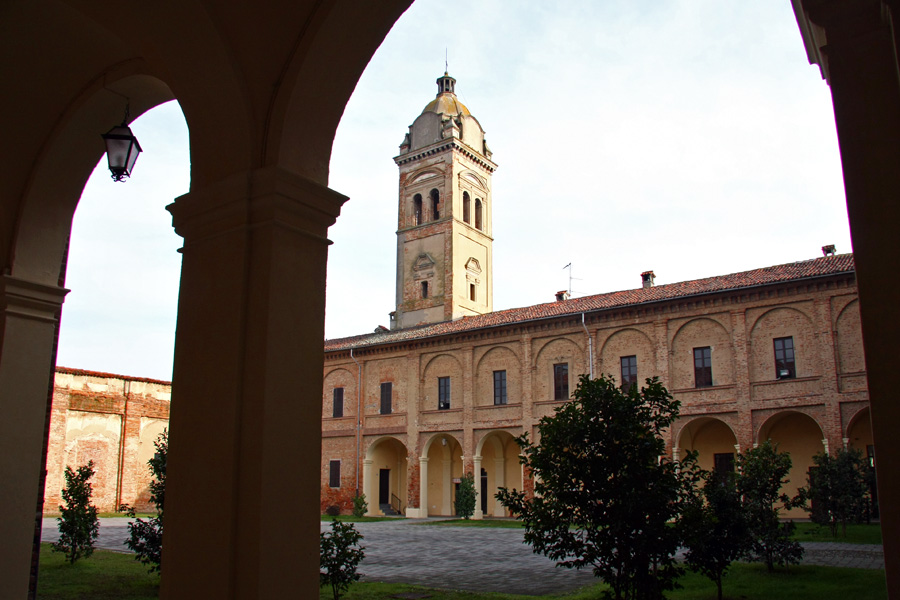
Die Abtei San Pietro

Breme ist eine italienische Gemeinde mit 706 Einwohnern (Stand 31. Dezember 2023) in der Provinz Pavia in der Region Lombardei, etwa 60 km südwestlich von Mailand und 40 km westlich von Pavia.
Nachbargemeinden von Breme sind Candia Lomellina, Frassineto Po (AL), Sartirana Lomellina, Valle Lomellina, Valmacca (AL)

## Geschichte
Im Jahr 906 gründete Adalbert der Reiche, Markgraf von Ivrea, die Abtei San Pietro, die eine der wichtigsten Benediktinerabteien in Norditalien wurde. Die Bedeutung wuchs auch dadurch, dass 929 die Mönche der Abtei von Novalesa, die von den Sarazenen zerstört worden war, hier einige Jahrzehnte Zuflucht fanden. Der Beginn des 14. Jahrhunderts brachte infolge des Auftretens der Visconti den Niedergang des Klosters. 1542 zogen die Mönche nach Eremo di Sant’Alberto di Butrio in Ponte Nizza um.

## Bevölkerungsentwicklung
- 1861: 2320
- 1871: 2561
- 1881: 2911
- 1901: 2947
- 1911: 2831
- 1921: 2485
- 1931: 2266
- 1936: 2210
- 1951: 2052
- 1961: 1847
- 1971: 1423
- 1981: 1184
- 1991: 1002
- 2001: 0936